# 1967 na música
O verão de 1967 ficou conhecido como "The Summer of Love" ("O Verão do Amor") em São Francisco. Este ano também tornou-se importante para o rock psicodélico com lançamentos de discos importantes como "Sgt. Pepper's Lonely Hearts Club Band", "Magical Mystery Tour" (ambos dos Beatles), "The Who Sell Out" (do The Who), "The Piper at the Gates of Dawn" (dos Pink Floyd),  "Itchycoo Park" (do Small Faces), "Winds of Change" (de Eric Burdon & The Animals), "The Doors" e "Strange Days" (do The Doors), "Surrealistic Pillow" e "After Bathing at Baxter's" (ambos do Jefferson Airplane),"Forever Changes" (do Love), "Disraeli Gears" (do Cream), "Their Satanic Majesties Request" (dos The Rolling Stones), "The Velvet Underground and Nico" (do The Velvet Underground), e "Are You Experienced?" e "Axis: Bold as Love" (do The Jimi Hendrix Experience).
O ano destacou-se também pelo Festival Pop de Monterey, realizado em julho na Califórnia com a primeira apresentação de grande porte de Jimi Hendrix e Janis Joplin. Foi o ano do lançamento do álbum de estreia do The Doors, The Velvet Underground, David Bowie e Jimi Hendrix, além do primeiro álbum de nível internacional dos Bee Gees. Também foi o ano do surgimento de bandas como Creedence Clearwater Revival e Genesis. Em agosto, morreu o empresário Brian Epstein, um fator importante na futura separação dos Beatles.

## Eventos

### Janeiro
- 4 de janeiro - The Doors lança seu álbum de estreia somente com o nome da banda.
- 15 de Janeiro - Os Rolling Stones aparecem no The Ed Sullivan Show. Por pedido de Ed Sullivan, a banda mudou a letra de "Let's spend the night together" ("Vamos passar a noite juntos") para "Let's spend some time together" ("Vamos passar algum tempo juntos").
- 22 de Janeiro - Simon e Garfunkel fazem um concerto ao vivo no Philharmonic Hall em New York.
- 27 de Janeiro - O cantor Luigi Tenco se suicida após ser desclassificado do concurso de música italiana Festival de Sanremo.
- 30 de janeiro - Os Beatles gravam o vídeo promocional da música "Strawberry Fields Forever" em Knole Park em Sevenoaks

### Fevereiro
- 3 de fevereiro - O produtor musical britânico Joe Meek se mata com um tiro na cabeça.
- 12 de fevereiro - Policia britânica dá uma batida na casa de Keith Richards. Embora não tenham sido presos Richards, Mick Jagger são acusados de pose de drogas.
- 13 de fevereiro
  - Os Beatles lançam o compacto com as músicas "Strawberry Fields Forever / Penny Lane" nos Estados Unidos
  - Jefferson Airplane lançam o álbum "Surrealistic Pillow"
- 14 de fevereiro - Aretha Franklin grava a música "Respect"
- 16 de fevereiro - É declarado o "Aretha Franklin day" em Detroit
- 24 de fevereiro - Os Bee Gees assinam com o produtor Robert Stigwood
- 26 de fevereiro - Dalida tenta se suicidar após o suicídio do seu namorado Luigi Tenco, mas ela sobrevive.

### Março
- 3 de março - O grupo The Animals se recusa a tocar em um show em Ottawa, Ontário a menos que eles fossem pagos com antecedência. Manifestações do público causam danos de 5.000 dólares ao auditório.
- 6 de março - Morre em Budapeste, Zoltán Kodály, compositor, etnomusicólogo, educador, linguista e filósofo da Hungria (n. 1882).
- 11 de março - Os vídeos das músicas "Penny Lane" e "Strawberry Fields Forever" são transmitidos pelo canal de televisão especializado em música, a American Bandstand.
- 12 de março - The Velvet Underground lança o álbum "The Velvet Underground and Nico".
- 25 de março - O grupo The Who faz seu primeiro show nos Estados Unidos, em Nova Iorque
- 27 de março - John Lennon e Paul McCartney recebem o prêmio Ivor Novello pela música "Michelle"
- 30 de março - Os Beatles começam a ser fotografados para a capa do álbum Sgt. Pepper's Lonely Hearts Club Band no Chelsea Manor Studios em Londres.
- 31 de março - Jimi Hendrix põe fogo na sua guitarra em um show pela primeira vez. Ele sofre queimaduras nas mãos. O incêndio da guitarra se tornaria sua marca durante seus shows.

### Abril
- 14 de abril - Os Bee Gees lançam seu single de estreia (a nível internacional): New York Mining Disaster 1941.

### Maio
- Maio: Paul McCartney anuncia que todos os integrantes dos Beatles já tomaram ácido (LSD).
- 1 de maio - Elvis Presley casa-se com Priscilla Presley em Las Vegas.
- 2 de maio - Pink Floyd faz seu primeiro concerto no Queen Elizabeth Hall, Inglaterra
- 12 de maio - Jimi Hendrix lança seu álbum de estréia "Are You Experienced" no Reino Unido.

### Junho
- 1 de junho - The Beatles lançam o álbum Sgt. Pepper's Lonely Hearts Club Band. Considerado um marco na história da música pop/rock.
- 16 de junho-18 de junho - É realizado o Monterey International Pop Festival, o primeiro festival de rock em larga escala.
- 25 de junho - Os Beatles apresentam a música "All You Need Is Love" no especial de televisão Our World, que foi a primeira transmissão ao vivo para o mundo inteiro. Na vocalização da canção participaram Eric Clapton, membros dos Rolling Stones e The Who.
- 28 de junho - The Supremes se torna publicamente Diana Ross & the Supremes ao se apresentarem pela primeira vez juntas no Flamingo Hotel em Las Vegas, Nevada.
- 29 de junho - Membros dos Rolling Stones são presos por porte de drogas.

### Julho
- 1 de julho - Florence Ballard deixa as The Supremes e é substituída por Cindy Birdsong, os singles ficam com menos interesse ao público.
- 14 de julho - Os Bee Gees lançam seu álbum de estreia (a nível internacional): Bee Gees' 1st.
- Verão - Começa o movimento conhecido "The Summer of Love" ("O Verão do Amor") em São Francisco. Vários jovens se reuniram livremente em São Francisco por uma nova experiência social. O Summer of Love foi o marco na contracultura hippie. O hino do Summer of love foi considerado a música "San Francisco (Be Sure to Wear Flowers in Your Hair)" que se tornou um sucesso na voz de Scott McKenzie. ("If you're going to San Francisco, be sure to wear some flowers in your hair…If you're going to San Francisco, Summertime will be a love-in there.").

### Agosto
- 27 de agosto - Morre em Londres o empresário Brian Epstein dos Beatles. A causa da morte foi overdose acidental de drogas. Os Beatles estavam meditando com o guru Maharishi Mahesh Yogi em Bangor no dia da morte de Brian.

### Setembro
- 17 de setembro - O grupo The Doors se apresenta no Ed Sullivan show cantando "Light My Fire". Sullivan havia pedido para o grupo trocar uma frase da música ("Girl we couldn't get much higher") mas Jim Morrison cantou a letra original. O The Doors acabou sendo banido do show.
- 19 de setembro - Os Bee Gees lançam seu maior sucesso durante a época em que tocavam rock: a rock ballad Massachusetts, que chega ao primeiro lugar em 15 países.
- 30 de setembro - É lançada a radio BBC 1

### Outubro
- 14 de outubro - Tammi Terrell teve um colapso quando se apresentava com Marvin Gaye na Universidade de Hampton em Virgínia. Mais tarde ela foi diagnósticada com câncer cerebral e morreria por causa da doença em 1970 com apenas 24 anos de idade.

### Novembro
- 9 de novembro - A primeira edição da revista Rolling Stone magazine é publicada
- 26 de novembro - Os Beatles lançam no programa de tv Ed Sullivan show um vídeo com a música "Hello Goodbye".

### Dezembro
- 5 de dezembro - Os Beatles abrem a Apple Shop em Londres.
- 10 de dezembro - Otis Redding morre em um acidente de avião, dois dias após gravar "(Sittin' On) the Dock of the Bay".
- 26 de dezembro - Estreia o filme Magical Mystery Tour na televisão britânica.

### Outros acontecimentos
- A gravadora Pickwick Records lança um LP com dez músicas gravadas nos anos 1950 por Simon and Garfunkel, sob o pseudonimo de Tom and Jerry. Simon and Garfunkel proíbem sua comercailização e a gravação e considerada agora rara no mercado.
- The Who destrói seus instrumentos durante um show no The Smothers Brothers Comedy Hour.
- O grupo The Monkees se torna o de melhor vendas de 1967, vendendo mais que os Beatles e os Rolling Stones.
- O grupo Quarteto Novo grava o seu único LP: Quarteto Novo

## Início de carreira
- Bee Gees (Início a nível internacional. Os Bee Gees desde 1963 já tocavam e lançavam seus discos em âmbito regional na Austrália)
- Blue Öyster Cult
- Donny Hathaway
- Genesis
- Iggy Pop
- Pink Floyd
- Sly & the Family Stone
- Ted Nugent
- Ten Years After

## Álbuns mais importantes
- Sgt. Pepper's Lonely Hearts Club Band - The Beatles
- The Piper at the Gates of Dawn - Pink Floyd
- Bee Gees' 1st - Bee Gees
- Younger Than Yesterday - The Byrds
- Mellow Yellow - Donovan
- More of The Monkees - The Monkees
- Between The Buttons - The Rolling Stones
- The Supremes Sing Holland-Dozier-Holland - The Supremes
- Winds of Change - The Animals
- Buffalo Springfield - Buffalo Springfield
- Up, Up and Away - The Fifth Dimension
- I Never Loved a Man the Way I Love You - Aretha Franklin
- The Grateful Dead - The Grateful Dead
- Surrealistic Pillow - Jefferson Airplane
- The Marvelettes - The Marvelettes
- Headquarters - The Monkees
- How Great Thou Art - Elvis Presley
- Francis Albert Sinatra & Antonio Carlos Jobim - Frank Sinatra
- Temptations Live! - The Temptations
- Happy Together - The Turtles
- The Velvet Underground and Nico - The Velvet Underground
- Joan - Joan Baez
- Smiley Smile - The Beach Boys
- Brighten the Corner - Ella Fitzgerald
- Aretha Arrives - Aretha Franklin
- Moby Grape - Moby Grape
- Absolutely Free -  The Mothers of Invention
- Little Games - The Yardbirds
- Wild Honey - The Beach Boys
- Magical Mystery Tour - The Beatles
- Buffalo Springfield Again - Buffalo Springfield
- It Must Be Him - Vikki Carr
- Disraeli Gears - Cream
- A Gift from a Flower to a Garden - Donovan
- Wear Your Love Like Heaven - Donovan
- Strange Days - The Doors
- John Wesley Hardin - Bob Dylan
- The Magic Garden - The Fifth Dimension
- United (Marvin Gaye and Tammi Terrell - Marvin Gaye e Tammi Terrell
- Forever Changes - Love
- Pisces, Aquarius, Capricorn, & Jones, Ltd. - The Monkees
- Blowin' Your Mind! - Van Morrison
- Clambake - Elvis Presley
- Procol Harum - Procol Harum
- Their Satanic Majesties Request - Rolling Stones
- Silk and Soul - Nina Simone
- The Temptations in a Mellow Mood - The Temptations
- The Who Sell Out - The Who
- Wave (álbum de Antônio Carlos Jobim) - Antonio Carlos Jobim
- And His Mother Called Him Bill - Duke Ellington
- Blues Is King - B. B. King
- Waist Deep in the Big Muddy - Pete Seeger
- The World We Knew - Frank Sinatra
- Axis: Bold as Love - The Jimi Hendrix Experience
- Something Else By The Kinks - The Kinks
- Days of Future Passed - Moody Blues
- Every One of Us - The Animals

## Álbuns de estreia
- Bee Gees' 1st - Bee Gees (estreia a nível internacional. os Bee Gees já haviam lançado 2 álbuns em âmbito regional na Austrália)
- David Bowie (álbum) - David Bowie
- The Doors - The Doors
- The Piper at the Gates of Dawn - Pink Floyd
- Are You Experienced - Jimi Hendrix
- Mr. Fantasy - Traffic
- Winds of Change - The Animals (Como Eric Burdon and the New Animals)
- The Velvet Underground and Nico - The Velvet Underground
- Procol Harum - Procol Harum

## Músicas de sucesso

### Primeiro lugar na Billboard
- "I'm a Believer" - The Monkees
- "Kind of a Drag" - The Buckinghams
- "Ruby Tuesday" - Rolling Stones
- "Love Is Here and Now You're Gone" - The Supremes
- "Penny Lane" - The Beatles
- "Happy Together" - The Turtles
- "Somethin' Stupid" - Nancy Sinatra e Frank Sinatra
- "The Happening" - The Supremes
- "Groovin'" - The Young Rascals
- "Respect" - Aretha Franklin
- "Windy" - The Association
- "Light My Fire" - The Doors
- "All You Need Is Love" - The Beatles
- "Ode to Billie Joe" - Bobbie Gentry
- "The Letter" - Box Tops
- "To Sir, with Love" - Lulu
- "Incense and Peppermints" - Strawberry Alarm Clock
- "Daydream Believer" - The Monkees
- "Hello, Goodbye" - The Beatles

### Outros sucessos
- "The Beat Goes On" - Sonny & Cher (#6)
- "Sugar Town" - Nancy Sinatra (#5)
- "Tell it Like it Is" - Aaron Neville (#2)
- "Words of Love" - The Mamas & the Papas (#5)
- "Baby I Need Your Loving" - Johnny Rivers (#3)
- "There's a Kind of Hush" - Herman's Hermits (#4)
- "For What It's Worth" - Buffalo Springfield (#7)
- "Dedicated to the One I Love" - The Mamas & the Papas (#2)
- "This Is My Song" - Petula Clark (#3)
- "Strawberry Fields Forever" - The Beatles (#8)
- "Girl, You'll Be a Woman Soon" - Neil Diamond (#10)
- "You Better Sit Down Kids" - Cher (#9)
- "Somebody to Love" - Jefferson Airplane (#5)
- "San Francisco (Be Sure To Wear Flowers in Your Hair)" - Scott McKenzie (#4)
- "Can't Take My Eyes off You" - Frankie Valli
- "I Say a Little Prayer" - Dionne Warwick
- "San Francisco Nights)" - The Animals(#7)

### Primeiro lugar na Inglaterra
- "Puppet on a String" -Sandie Shaw
- "Silence Is Golden" - Tremeloes
- "The Last Waltz" - Engelbert Humperdinck
- "Massachusetts" - Bee Gees
- "Baby Now That I've Found You" - The Foundations
- "Let the Heartaches Begin" - Long John Baldry
- "To Sir, with Love" - Lulu

## Grammy
- Álbum do ano: Sgt. Peppers Lonely Hearts Club Band - The Beatles
- Música do ano: "A day in the life" dos Beatles, composta por Lennon/McCartney

## Nascimentos
| Data            | Nome              | Profissão                                        | Nacionalidade           | Observações | Ref |
| --------------- | ----------------- | ------------------------------------------------ | ----------------------- | ----------- | --- |
| 20 de Fevereiro | Kurt Cobain       | vocalista e compositor                           | Estados Unidos          | m. 1994     |     |
| 15 de Abril     | Frankie Poullain  | baixista                                         | Escócia                 |             |     |
| 20 de Abril     | Mike Portnoy      | baterista                                        | Estados Unidos          |             |     |
| 11 de março     | John Barrowman    | ator, cantor, apresentador, escritor e dançarino | Escócia/ Estados Unidos |             |     |
| 10 de Maio      | Bob Sinclar       | cantor                                           | França                  |             |     |
| 29 de Maio      | Noel Gallagher    | guitarrista                                      | Inglaterra              |             |     |
| 7 de Junho      | Dave Navarro      | guitarrista                                      | Estados Unidos          |             |     |
| 24 de Junho     | Richard Z. Kruspe | guitarrista, vocalista e compositor              | Alemanha                |             |     |
| 1 de Julho      | Marisa Monte      | cantora e compositora                            | Brasil                  |             |     |
| 12 de Julho     | John Petrucci     | compositor e guitarrista                         | Estados Unidos          |             |     |
| 21 de Agosto    | Serj Tankian      | músico                                           | Líbano                  |             |     |
| 22 de Agosto    | Layne Staley      | vocalista                                        | Estados Unidos          | m. 2002     |     |
| 21 de Setembro  | Faith Hill        | cantora                                          | Estados Unidos          |             |     |
| 26 de Setembro  | Shannon Hoon      | vocalista                                        | Estados Unidos          | m. 1995     |     |
| 7 de Outubro    | Toni Braxton      | cantora                                          | Estados Unidos          |             |     |
| 26 de Outubro   | Keith Urban       | cantor, guitarrista e violinista                 | Nova Zelândia           |             |     |
| 5 de Novembro   | Marcelo D2        | rapper                                           | Brasil                  |             |     |
| 5 de Novembro   | Thaíde            | rapper                                           | Brasil                  |             |     |
| 7 de Novembro   | David Guetta      | DJ e produtor musical                            | França                  |             |     |
| 8 de dezembro   | Junkie XL         | DJ                                               | Países Baixos           |             |     |
| 12 de Dezembro  | Yuzo Koshiro      | músico                                           | Japão                   |             |     |
| 13 de dezembro  | Jamie Foxx        | ator, roteirista, produtor e músico              | Estados Unidos          |             |     |
| 17 de Dezembro  | Gigi D'Agostino   | músico e DJ                                      | Itália                  |             |     |
| 23 de dezembro  | Carla Bruni       | cantora, modelo e primeira-dama da França        | Itália                  |             |     |
| 25 de Dezembro  | Jason Thirsk      | baixista                                         | Estados Unidos          | m. 1996     |     |

## Mortes
| Data           | Nome          | Profissão                                                  | Nacionalidade  | Observações | Ref |
| -------------- | ------------- | ---------------------------------------------------------- | -------------- | ----------- | --- |
| 27 de Janeiro  | Luigi Tenco   | cantor e compositor                                        | Itália         | n.1938      |     |
| 6 de Março     | Zoltán Kodály | compositor, etnomusicólogo, educador, linguista e filósofo | Hungria        | n. 1882     |     |
| 27 de Agosto   | Brian Epstein | empresário dos Beatles                                     | Reino Unido    | n. 1934     |     |
| 10 de Dezembro | Otis Redding  | Cantor e compositor de Soul                                | Estados Unidos | n. 1941     |     |